# 吉谷宗夫
吉谷 宗夫（よしたに むねお、1930年7月25日 - 2012年1月8日）は、日本の政治家。歯科医師。栃木県議会議員を6期、足利市長を2期務めた。

## 経歴
1954年（昭和29年）3月、東京医科歯科大学歯学部卒業。1959年（昭和34年）、医学博士となる。博士論文は「鯛の歯の組織発生学的研究」。1979年（昭和54年）4月、栃木県議会議員選挙で県議会議員に初当選。2001年（平成13年）5月まで県議会議員を6期務め、この間、1992年（平成4年）3月から1993年（平成5年）3月まで県議会副議長を、1995年（平成7年）5月から1996年3月まで県議会議長を務めた。県議時代は自由民主党に所属。
1994年（平成6年）12月27日、旧日本新党の茂木敏充衆議院議員が自民党足利支部に入党願を提出。これに反発した自民党県議を中心に5区暫定支部長の吉谷を次の衆議院議員総選挙に擁立する動きがあり、吉谷自身も出馬に含みを残していた。1995年（平成7年）1月11日、吉谷は衆院選不出馬の意向を表明した。
2001年（平成13年）3月19日、足利市長早川一夫が任期途中で死去。市長死去に伴う市長選挙は同年5月13日行われた。吉谷は県議会議員を辞職して無所属で立候補し、元市議会議員の大豆生田実を破り市長に初当選を果たす。2005年（平成17年）4月24日に行われた足利市長選挙でも大豆生田を破り再選。市長在任中には企業誘致や医療拠点の整備に取り組んだ。また、栃木県市長会長なども務めた。
2009年（平成21年）4月26日の足利市長選挙には立候補せず、同年5月12日に任期満了で市長を退任した。なお、この時の市長選挙では元同市副市長が自民党、公明党の推薦を得て立候補したものの、大豆生田に大差で敗れている。この年、旭日中綬章を受章している。
2012年（平成24年）1月8日午前5時、旅行先の長崎市内で心筋梗塞のため死去した。81歳没。